# Famille Rzewuski
La famille Rzewuski (prononcer Jévouski) du clan Krzywda est une famille de la noblesse polonaise dont plusieurs branches étaient galiciennes. Les premières mentions écrites datent de 1541 en Podlachie. Certains de ses membres furent magnats et grands-hetmans de Pologne, ou d'autres, hommes de lettres. Son titre de comte a été reconnu en Autriche (1783 et 1819) et en Russie (1856 et 1885).

Armes du clan Krzywda dont la famille Rzewuski faisait partie

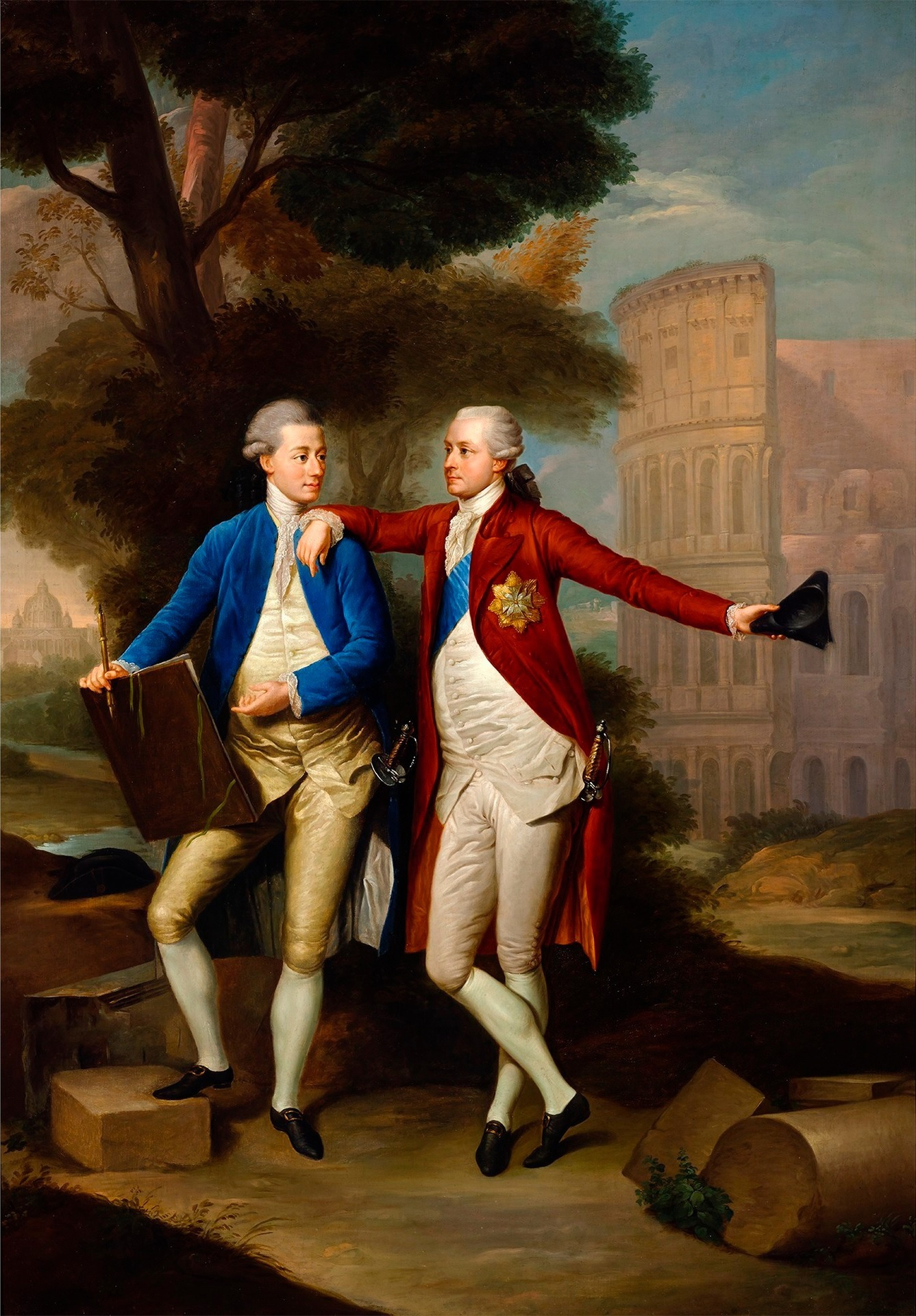
Anton von Maron: Franciszek et Kazimierz Rzewuski devant le Colisée (1772), château royal de Varsovie.

## Personnalités
Parmi les membres de cette famille, on peut citer :
- Stanisław Beydo Rzewuski (pl)
- Kazimierz Franciszek Rzewuski (d) (†1683), fils de Stanisław Beydo Rzewuski (pl).
- Michał Florian Rzewuski (en) († 14 octobre 1687) voîvode de Lviv, trésorier de la cour de la Couronne, staroste de Chełmno, fils de Stanisław Beydo Rzewuski (pl).
- Adam Michał Rzewuski (pl) († 1717), fils de Michał Florian Rzewuski (en)
- Stanisław Mateusz Rzewuski (1662-1728), hetman de la Couronne, voïvode de Podlachie, grand hetman de la Couronne, voïvode de Bełz, fils de Michał Florian Rzewuski (en)
- Michał Józef Rzewuski (pl) (1699-1769), voivode of Podole, fils de Adam Michał Rzewuski (pl),
- Wacław Piotr Rzewuski (1705-1779), grand-hetman de la Couronne et castellan de Cracovie, fils de Stanisław Mateusz Rzewuski
- Franciszek Rzewuski (pl) (1730-1800), fils de Michał Józef Rzewuski (pl)
- Jan Rzewuski (pl) (1732-1759), fils de Michał Józef Rzewuski (pl)
- Stanisław Ferdynand Rzewuski (pl) (1737-1786), fils de Wacław Piotr Rzewuski
- Józef Rzewuski (pl) (1739-1816), fils de Wacław Piotr Rzewuski
- Seweryn Rzewuski (1743-1811), hetman de la Couronne, fils de Wacław Piotr Rzewuski
- Maria Ludwika Rzewuska (1744–1816), épouse de Jan Mikołaj Chodkiewicz (pl)
- Teresa Karolina Rzewuska (1749-1787), épouse de Charles Stanisław Radziwiłł, fille de Wacław Piotr Rzewuski
- Kazimierz Rzewuski (pl) (1750-1820), fils de Michał Józef Rzewuski (pl)
- Adam Wawrzyniec Rzewuski (1760-1825) député, fils de Stanisław Ferdynand Rzewuski (pl)
- Wacław Seweryn Rzewuski (1784-1831), fils de Seweryn Rzewuski
- Henryk Rzewuski (1791-1866), fils d'Adam Wawrzyniec Rzewuski
- Ewelina Rzewuska Hańska, (1801-1882) épouse d'Honoré de Balzac, fille d'Adam Wawrzyniec Rzewuski
- Adam Rzewuski (1805-1888), général de cavalerie (Empire russe), fils d'Adam Wawrzyniec Rzewuski
- Stanisław Rzewuski (pl) (1806-1831), fils de Wacław Seweryn Rzewuski
- Leons Rzewuski (pl) (1808-1869), fils de Wacław Seweryn Rzewuski (1784-1831), fils de Seweryn Rzewuski
- Katarzyna Rzewuska, (1858-1941), fille d'Adam Rzewuski,
- Stanislas Rzewuski (1864-1913), fils d'Adam Rzewuski
- Alex-Czesław Rzewuski (1892-1983), fils d'Adam Rzewuski
- Tadeusz Rzewuski (1905-1995), président des Polonais libres de France